# Uechtritzia armena
Uechtritzia armena là một loài thực vật có hoa trong họ Cúc. Loài này được Freyn & Sint. ex Freyn miêu tả khoa học đầu tiên năm 1892.